# 勒南 (朗德省)
勒南（法語：Renung，法語發音：[ʁənœ̃]）是法国朗德省的一个市镇，属于蒙德马桑区。

## 地理
勒南（43°44'56"N, 0°21'34"W）面积21.95 平方千米，位于法国新阿基坦大区朗德省，该省份为法国西南部沿海省份，是法國本土面积第二大的省，北起吉倫特省，西临大西洋，南至大西洋比利牛斯省，东临热尔省，东北与洛特-加龍省接壤。
与勒南接壤的市镇（或旧市镇、城区）包括：博尔代雷和拉芒桑、阿杜尔河畔卡泽尔、克拉桑、迪奥尔-巴尚、拉里维耶尔圣萨万。
勒南的时区为UTC+01:00、UTC+02:00（夏令时）。

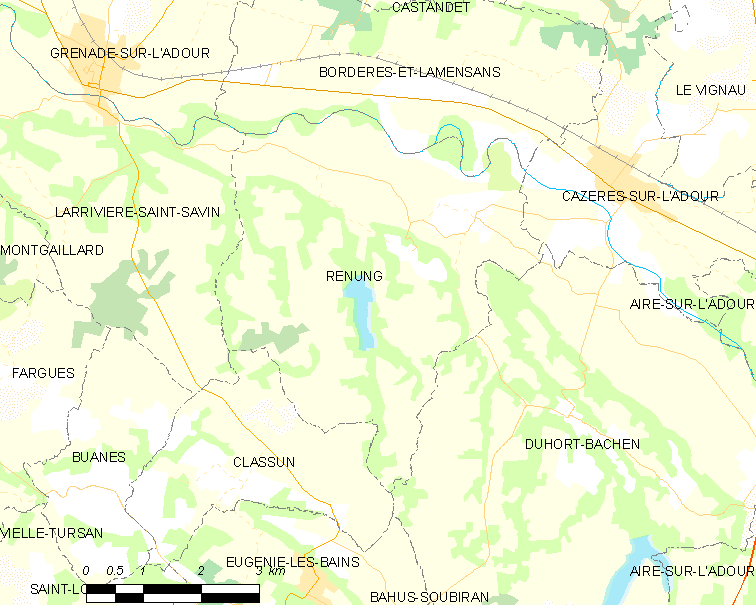
勒南的OSM定位图

## 行政
勒南的邮政编码为40270，INSEE市镇编码为40240。

## 政治
勒南所属的省级选区为阿杜尔-阿马尼亚克县。

## 人口

1962-2008年间勒南人口变化图示

勒南于2022年1月1日时的人口数量为490人。